# Диего Годин
Диего Роберто Годин Леал (на испански: Diego Roberto Godín Leal; роден на 16 февруари 1986 г. във Росарио) уругвайски футболист, играещ за уругвайския Поронгос. По-голямата част от кариерата си той прекара в испанския Атлетико Мадрид. Годин също така беше капитан на Уругвайския националния отбор от 2015 до 2022 г.

## Клубна кариера

### Ранни години
Юноша на Дефенсор Спортинг, Годин започва професионалната си кариера в отбора на Серо на 17 години. След добрите си изяви осъществява трансфер в отбора от Примера дивисион де Уругвай Насионал, където бързо се сдобива и с капитанската лента.

### Виляреал
През август 2007 година преминава в испанския Виляреал. Отбелязва гол още във втория си мач за клуба при загубата с 2 – 3 като гост на Осасуна на 7 октомври 2007 година. Изиграва 24 мача през сезона, а Виляреал завършва на рекордно за клуба класиране на второ място в Примера дивисион. През следващите сезони заформя партньорство в центъра на отбраната с аржентинеца Гонсало Родригес.
През сезон 2009/10 Годин изиграва 36 мача за Виляреал в първенството и отбелязва три гола.

### Атлетико Мадрид
На 4 август 2010 година Годин е закупен от друг испански отбор – Атлетико Мадрид.
Официалния си дебют за клуба прави на 27 август 2010 година в двубоя за Суперкупата на УЕФА срещу италианския Интер. Атлетико печели двубоя с 2 – 0.
На 1 ноември 2013 година Годин подписва нов договор с Атлетико Мадрид, който е за срок от пет сезона. През сезон 2013/14 отбелязва четири гола за клуба си. Един от головете е в последния кръг на първенството на 17 май 2014 срещу Барселона. Мача завършва 1 – 1, а този резултат помага на Атлетико да спечели първата си титла от 18 години насам. Седмица по-късно отбелязва гол във финала на Шампионска лига срещу Реал Мадрид, който не се оказва достатъчен и Реал печели с 4 – 1 след продължения.

## Национален отбор
През 2005 година, едва на 19 години, Диего Годин дебютира за Уругвай в контрола срещу Мексико, играна в Гуадалахара. През май 2006 отбелязва първия си гол за Уругвай в контролна среща срещу Сърбия и Черна гора. Играе за Уругвай на Копа Америка 2007, а страната му завършва на четвърто място в турнира.
Представя родината си на Световното в Южна Африка през 2010 година. Играе в откриващия мач срещу Франция, играна в Кейп Таун. Играе във всички останали мачове на Уругвай, а отбора стига до четвърто място на турнира.
Част е от отбора на Уругвай, който печели Копа Америка 2011, като взима само едно участие – влиза като резерва във финала срещу Парагвай. Участва във всичките пет мача от турнира за Купата на конфедерациите през 2013 година, а отбора му губи на полуфиналите.
Поради отсъствието на Диего Лугано, Годин е избран за капитан на Уругвай в първите от селекционера Оскар Табарес за Световното в Бразилия през 2014 година. На 24 юни 2014 година вкарва единствения гол в срещата при победата с 1 – 0 над Италия, която на практика праща Уругвай в елиминационната фаза на турнира.
През май 2015 година Годин е избран за титулярен капитан за турнира Копа Америка 2015 в Чили.

## Успехи

### Клубни

#### Атлетико Мадрид
- Примера дивисион: 2013/14
- Купа на краля: 2012/13
- Суперкупа на Испания: 2014
- Лига Европа: 2011/12, 2017/18
- Суперкупа на УЕФА (2): 2010, 2012, 2018

### Национални
- Копа Америка: 2011

### Индивидуални
- Играч на месеца в Примера дивисион: април 2014, май 2014
- Отбор на сезона в Шампионска лига: 2013/14, 2015/16, 2016/17
- Отбор на годината на УЕФА: 2014